# ゴルゴ13 九竜の首
『ゴルゴ13 九竜の首』（ゴルゴサーティーン クーロンのくび、狙擊十三、Golgo 13: Assignment Kowloon）は、1977年の日本・香港合作映画。主演：千葉真一、監督：野田幸男、製作：東映・嘉倫電影、カラー・シネマスコープ、93分。

## 概要
『ゴルゴ13』を映画化した作品。原作の第32話「帰ってきた標的」、第55話「ANGRY WAVES」、第57話「キャサワリー」、第62話「九竜の餓狼」など、各話の部分的内容に新たな脚色が加えられ、マイアミ・香港・東京都・京都市・マカオを舞台にゴルゴ13（デューク東郷）が縦横無尽に活躍する内容となっている。千葉真一は『ボディガード牙シリーズ』、『ウルフガイ 燃えろ狼男』、『けんか空手シリーズ』、『ドーベルマン刑事』で小説・劇画の主人公に扮してきたが、本作では目線・態度・仕草で無表情・無口なキャラクターであるゴルゴ13を演じた。
主な脇役には麻薬撲滅に執念を燃やす香港警察の主任刑事・スミニーに共同製作している嘉倫電影の代表・嘉倫、その部下で潜入捜査官・林玲に志穂美悦子、日本に留学しているスミニーの妹・葉連に新藤恵美、ポラーニア領事・ポランスキーにジェリー伊藤、ゴルゴ13と関わる香港の娘・紅蘭に1973年の第1回ミス香港で優勝したエレーナ・スン、実業家の愛人でナイトクラブ「東方光」を経営する麗花にダナ、表の顔は実業家だが裏では麻薬シンジケート香港支部を率いる周雷峰に林偉琪、スミニーの忠実な部下で一緒にゴルゴ13を追い詰める洪刑事に黄樹棠、九龍城に住む調達屋・重宗千造に鶴田浩二など、国際色豊かなキャスティングがされている。

## ストーリー
香港のビクトリア湾に男の死体が上がった。同じ殺され方で3人目であったことから、香港警察の主任刑事・スミニーは同一犯とみなし、捜査を始める。一方、マイアミに居た麻薬シンジケートのボスであるロッキー・ブラウンは、ゴルゴ13にシンジケート香港支部長である周雷峰の暗殺を依頼した。香港での立て続けの殺しは、麻薬の横流しをする周を始末しようとブラウンの命令でやってきた殺し屋を、周に雇われた暗殺集団が返り討ちしたものであった。
ゴルゴ13は香港へ潜入し、周の寄付で造成されたプールの完成式典に周自身が出席することを掴み、付近のビル屋上からアーマライトM16を改造した狙撃銃で狙いを定めた。その瞬間、何者かに周は射殺されてしまう。ブラウンへ依頼に偽りがないことを確かめたゴルゴ13は、周を暗殺した黒幕が香港の麻薬シンジケートを牛耳るボスであると確信し、新たなターゲットとした。しかし香港警察はゴルゴ13を周殺しの犯人として逮捕、正体不明の黒幕は不気味な暗殺集団を使ってゴルゴ13を抹殺しようと、それぞれ立ちはだかる。これらを排除しながらくぐり抜け、真のターゲットである黒幕にゴルゴ13は狙いを定める。

## 出演
※クレジットタイトル順。役名の右横は日本語の吹き替えを担当した声優でノンクレジット。

### キャスト
- 千葉真一 - ゴルゴ13（デューク東郷）

- 嘉倫 - スミニー（広川太一郎）
- 志穂美悦子 - 林玲
- 新藤恵美（特別出演）- 葉連
- ジェリー伊藤 - ポランスキー
- エレーナ・スン - 江蘭（池田昌子）
- ダナ[1] - 麗花（中村晃子）
- 林偉琪[2] - 周雷峰（雨森雅司）
- 李志中 - 課長刑事 王徳明
- 陳耀林 - 陳刑事
- 黄樹棠 - 洪（富山敬[注釈 3]）
- ジョアナ・トース - ポランスキーの娘 マリヤ
- 宋錦成 - 李刑事
- ジム・ブルース - 香港警察の署長
- ビル・レイク - アンドレ・ガストン
- エドワード・ハート - 香港へ派遣された殺し屋
- 唐天希 - 入道
- 尹發 - チャイ
- 泰山 - 手下1
- アラン余 -
- テリー・オブライエン - 殺し屋 シュルツ（肝付兼太）
- 黎剣雄 - 手下2
- クレイトン - 麻薬シンジケートのボス ロッキー・ブラウン（大塚周夫[注釈 4]）
- ボブ・イングルス - スペンサー
- 杜偉全 -
- 笹木俊志 - 警視庁 立花主任刑事
- 波多野博 - 警視庁 美木刑事
- スコット・タントニオ -
- ビリー・コスビー -
- ジャパンアクションクラブ (JAC)
- 高橋健二 - 空手三兄弟 長兄
- 高橋敏光 - 空手三兄弟 次兄
- 古賀弘文 - 空手三兄弟 末弟
- 鶴田浩二 - 調達屋 重宗千造

### ノンクレジット
- フィオナ・ハンフリー - 火喰い鳥のキャサワリー
- 徐忠信 - 毒蜘蛛の黒竜
- グレン・トムスン - フランツ
- アーウィン・パノス - 読唇術のトリアーノ（大塚周夫[注釈 4]）
- ジョージ・リー - 清
- ジム・ジェームズ - 外国要人
- 羅威
- 廖學明
- 陳狄克

## スタッフ
※クレジットタイトル順。
- 監督 - 野田幸男
- 企画 - 俊藤浩滋・杉本直幸・佐藤雅夫
- 原作 - さいとう・たかを さいとうプロダクション「ビッグコミック」連載 小学館
- 脚本 - 中島信昭・松本功
- 撮影 - 赤塚滋・勝木勝夫
- 照明 - 金子凱美
- 録音 - 荒川輝彦
- 美術 - 井川徳道
- 音楽 - 伊部晴美
- 編集 - 市田勇
- 助監督 - 土橋亨
- 記録 - 森村幸子
- 装置 - 吉岡茂一
- 背景 - 西村和比古
- 装飾 - 白石義明
- 擬斗 - 斉藤一之
- 美粧結髪 - 東和美粧
- 衣裳 - 佐々木常久
- 演技事務 - 西秋節生
- 進行主任 - 伊藤彰将
- 協力 - 嘉倫電影 嘉倫・黄乗棋・何家駒
- 製作担当 - 鐘重光
- 製作進行 - 韓坤
- 助監督 - 梁東尼
- 装置 - 梁栄
- スチール - 張正名
- 擬斗 - 黄樹棠
- 擬斗助手 - 宋錦成
- 美粧 - 陳国雄
- ファッショングラス 提供 - ルソチカ イタリア Luxottica☆☆

- ノンクレジット
  - ナレーション - 大塚周夫[注釈 4]
  - スチール - 三浦憲治

## 製作
千葉真一のスタント・擬斗によるスリリングなシーンは、原作の第55話「ANGRY WAVES」と同様の落下するクレーンに掴まっての攻撃、走行する2階建てバスの屋根から脱出、ロッククライミングして崖にぶら下がりながらの狙撃、ジャパンアクションクラブ (JAC) の面々が扮した敵をカラテで倒す格闘、などテンポよくスピーディーに展開されている。さいとう・たかをは千葉を「ハードなアクションのために日々トレーニングを欠かさない姿勢は守備範囲（テリトリー）こそ違え、常に狙撃のために訓練をするゴルゴが持つ高い職業意識と深い共通性をみる思いがする」と評した。
1977年6月末まで香港のロケーション撮影が行われ、当地ではSonny Chibaブームに拍車をかけていた。九龍城に映画史上初めて映画撮影のキャメラが持ち込まれている。

## 興行
日本では1977年9月15日から公開。言語を日本語のみで千葉真一・志穂美悦子・新藤恵美・ジェリー伊藤・笹木俊志・波多野博・高橋健二・高橋敏光・古賀弘文・鶴田浩二以外の出演者全てが、日本の声優による吹き替えとなった。ただし声優はクレジットタイトルに掲載されておらず、声優により複数の役を吹き替えしている。香港では1978年5月4日に封切られ、全て広東語で統一された。